# Născut învingător (film)
Născut învingător (titlu original: The Natural) este un film american sportiv din 1984 regizat de Barry Levinson după un roman de Bernard Malamud. Rolurile principale au fost interpretate de actorii Robert Redford, Glenn Close și Robert Duvall. La fel ca și cartea, filmul descrie cariera lui Roy Hobbs, un individ cu un mare talent „natural” la baseball. A fost primul film produs de TriStar Pictures.

## Distribuție
- Robert Redford - Roy Hobbs
  - Paul Sullivan Jr. - Young Roy Hobbs
- Robert Duvall - Max Mercy
- Glenn Close - Iris Gaines
  - Rachel Hall - Young Iris Gaines
- Kim Basinger - Memo Paris
- Wilford Brimley - "Pop" Fisher
- Barbara Hershey - Harriet Bird
- Robert Prosky - The Judge
- Richard Farnsworth - "Red" Blow
- Joe Don Baker - "The Whammer"
- Darren McGavin - Gus Sands (nemenționat)
- Michael Madsen - Bartholomew "Bump" Bailey
- John Finnegan - Sam Simpson
- Alan Fudge - Ed Hobbs
- Ken Grassano - Al Fowler
- Mike Starr - Boone
- Mickey Treanor - "Doc" Dizzy
- Jon Van Ness - John Olsen
- Anthony J. Ferrara - Coach Wilson
- George Wilkosz - Bobby Savoy
- Robert Rich III - Ted Hobbs
- Sibby Sisti - Pirates Manager